# Operation MO
1941

Thailand – Malaiische Halbinsel – Pearl Harbor – Hongkong – Philippinen – Guam – Wake – Force Z – Borneo
1942

Burma – Rabaul – Singapur – Sumatra – Timor – Australien – Java – Salamaua–Lae – Bougainville/Buka – Shortland-Inseln – Indischer Ozean – Port Moresby – Tulagi – Korallenmeer – Midway – Nordamerika – Buna-Gona – Kokoda-Track – Nauru/Ocean Island
Die Operation Mo (japanisch MO作戦 MO sakusen oder モ号作戦 Mo-gō sakusen) oder Port-Moresby-Operation war die Bezeichnung für den japanischen Plan, während des Zweiten Weltkrieges im Mai 1942 die Nachschubwege nach Südostasien über Australien und Neuseeland von den Vereinigten Staaten abzuschneiden. Zu diesem Zweck sollte die Kontrolle über das australische Territorium Neuguinea und andere Inseln im Südpazifik gewonnen werden. Die Operation schlug fehl, unter anderem bedingt durch die Schlacht im Korallenmeer.

## Operationsplanung
Schon seit 1938 hatte der Admiralstab der japanischen Marine die Einnahme von Port Moresby innerhalb der Planung zum Aufbau der Großostasiatischen Wohlstandssphäre als einen  wichtigen Schritt vorgesehen. In der weiteren Planung zur Eroberung von Neuguinea, zu der die Einnahme von Lae und Salamaua, die Landung im Huongolf, in Rabaul auf Neubritannien, Kavieng auf Neuirland, Finschhafen, Morobe und Buna gehörten, waren diese Orte als wichtige Nachschub- und Unterstützungspunkte benannt, um Port Moresby zu erreichen und einzunehmen. Als Abschluss der Operation waren Überraschungsangriffe auf Nauru und Ocean Island geplant, um die auf den Inseln vorhandenen Phosphorvorkommen ausbeuten zu können.
Weiterhin war die Errichtung eines japanischen Stützpunkts in Tulagi auf den südlichen Salomonen geplant. Dazu sollten zuvor die Shortland-Inseln als Zwischenbasis genommen werden, dies war bis Ende März 1942 durchgeführt worden (→ Japanische Invasion der Shortland-Inseln).
Die Ausführung der Seeoperation oblag Admiral Shigeyoshi Inoue nach Abschluss der Operationen auf Java und dem weiteren wichtigen Schritt, der Einnahme der südlich von Java liegenden Weihnachtsinsel (→ Eroberung der Weihnachtsinsel).
Die Marine vergab auch den Decknamen Operation Mo und setzte den 3. Mai als Termin für den Angriff auf Tulagi und den 10. Mai für den auf Port Moresby fest. Nauru und Ocean Island sollten am 15. Mai fallen.
Im März 1942 war die Entscheidung, ob Port Moresby mittels einer direkt oder indirekt mit einer über Land ausgeführten Attacke erobert werden solle, noch offen. Da mit alliierten Angriffen im Korallenmeer zu rechnen war, sprachen sich einige Kommandanten für die Landaktion aus, die allerdings von Norden über das Owen-Stanley-Gebirge führen musste und mit einem nicht unerheblichen Aufwand verbunden war. Als dritte Möglichkeit wären umfassende nächtliche Landungen im Umkreis von 110 km westlich und östlich von Port Moresby in Frage gekommen, doch dies hätte zusätzliche Anmarschzeit zum Ziel von vorausberechneten 5 Tagen gekostet. So fiel die Entscheidung dann relativ schnell zugunsten einer direkten Standard-Landungsoperation, die von entsprechenden Flotteneinheiten zur Abschirmung gedeckt werden sollte.

## Die Vorbereitung
Erste Aufklärungsflüge über Port Moresby wurden ab dem 10. April geflogen, die dann von landbasierten Bombern abgelöst wurden, die in einer Höhe von 6.000 m das Gebirge überflogen, um dann die Stadt zu bombardieren. So war Aufklärung ineffektiv geworden, da die Ergebnisse voraussehbar waren.

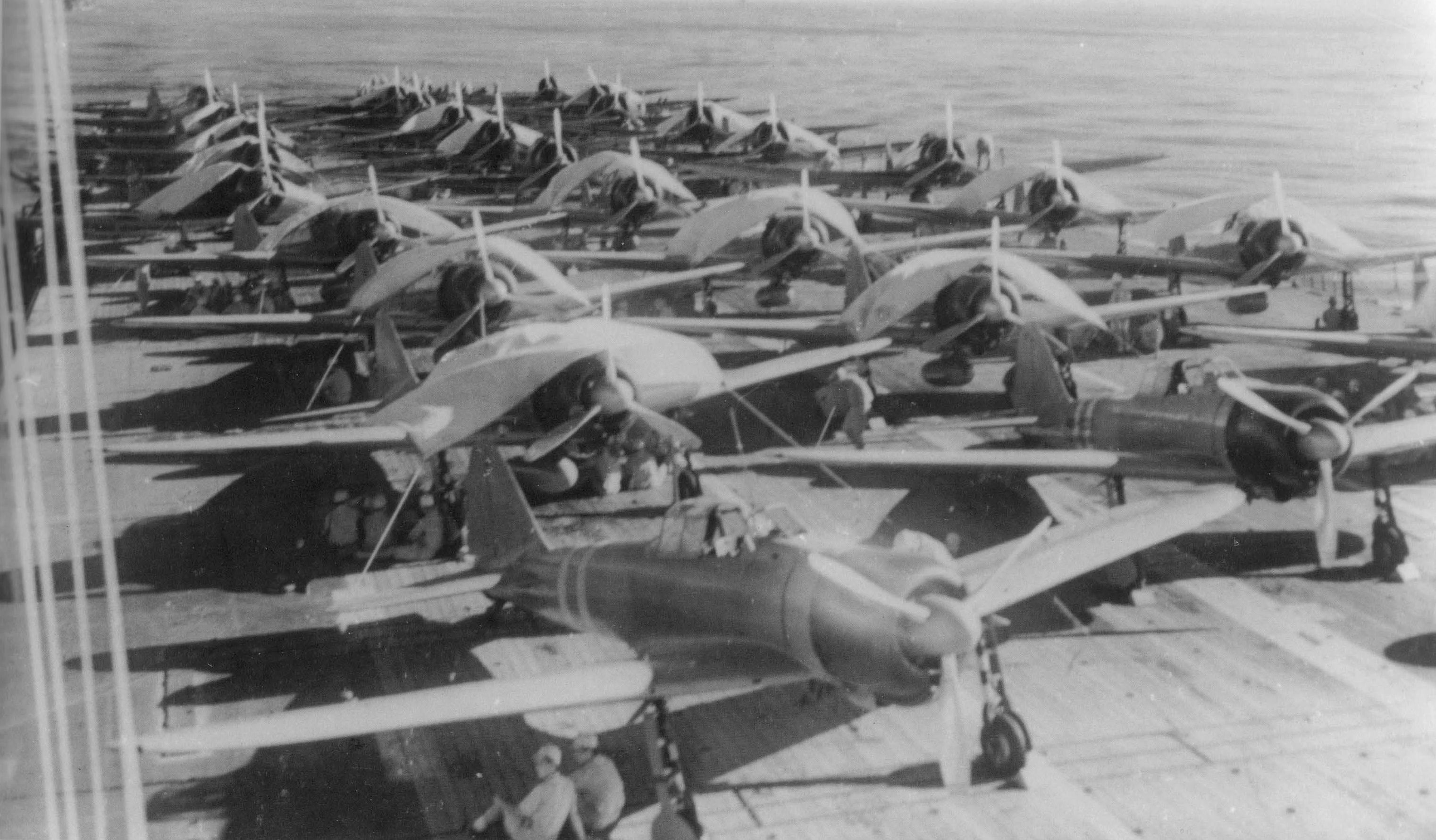
Kampfflugzeuge an Bord der Zuikaku.

Die 4. Flotte ersuchte beim Oberkommando für die geplante Operation um Verstärkung ihrer See- und Luftstreitkräfte. Daher wurde ihr zusätzlich der Flottenflugzeugträger Kaga, die Leichten Flugzeugträger Shōhō und Zuihō, die 5. Kreuzerschwadron sowie die 7. und 20. Zerstörerschwadron zugeteilt. Weitergehende Verhandlungen erbrachten den Austausch der Kaga, die zu diesem Zeitpunkt in Sasebo im Trockendock repariert wurde, gegen die beiden Träger Shōkaku und Zuikaku.
Zur weitergehenden Luftunterstützung der Operation standen der 4. Flotte die landbasierten Kampfflugzeuge und Bomber der 25. Luftflotte auf den Basen in Rabaul und Lae zur Verfügung. Sie sollten feindliche Kräfte in Nordost-Australien, Neukaledonien und dem Fidschi-Gebiet neutralisieren, Patrouillen im Süden und Osten Neuguineas, dem Bismarck-Archipel und dem Korallenmeer fliegen, um dort befindliche, mobile, feindliche Einheiten zu attackieren und deren Nachschublinien zu unterbrechen. Weiterhin war eine direkte Kooperation mit den Landungseinheiten vorgesehen sowie die Suche nach der feindlichen Flotte und deren Zerstörung. Da aber alle Flugstaffeln, die auf diesen Basen stationiert waren, während der Kämpfe in Südostasien bis April 1942 mehr oder wenig stark dezimiert worden waren, unterlagen sie gerade weitestgehend Reparaturen, Umstrukturierungen und Ersatzlieferungen, so dass sie alle bis zum Beginn der Operation nicht ihre vorgesehene Stärke erreichten. Hinzu kamen die noch weiter intensivierten alliierten Luftangriffe auf die vorgenannten Basen.

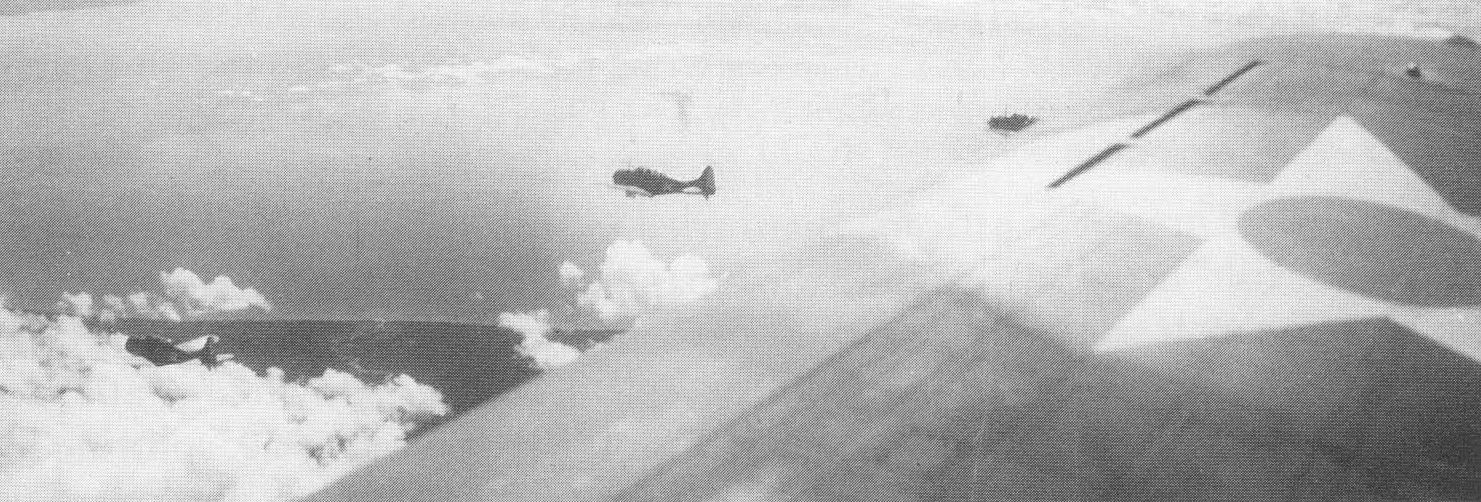
Eine Staffel SBD Dauntless der Yorktown auf dem Flug nach Lae im März 1942.

Die ersten umfangreichen Luftangriffe auf Port Moresby begannen am 17. April und wurden ab diesem Zeitpunkt jeden Tag bis Anfang Mai durchgeführt. Im Gegenzug bombardierten die Alliierten Rabaul und Lae.
Die vorgesehenen Einheiten für die angewiesenen Invasionsflotten sammelten sich bis Ende April in den Häfen von Rabaul und Truk.

## Die Ausführung

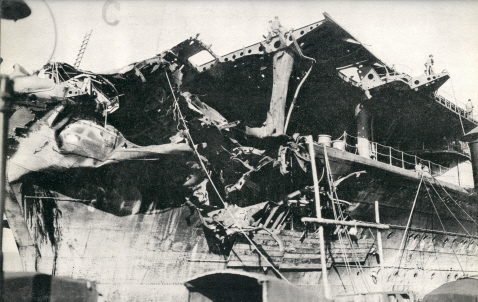
Schäden an der Shōkaku nach der Schlacht.

Obwohl die Alliierten viele Funksprüche der Japaner, die Operation Mo betreffend, abgehört und entschlüsselt hatten, wurde Tulagi am 3. Mai ohne jeglichen Widerstand von der 3. Kure-Speziallandungseinheit, die von Truk herangeführt worden war, eingenommen. Die dort stationierten australischen Soldaten, die zur Wartung der vier Consolidated PBY Wasserflugzeuge abgestellt waren, hatten auf Grund der Tags zuvor stattgefundenen Bombardierungen mit den Flugzeugen Tulagi verlassen. Damit schien für die Japaner der Weg frei, um die Operation Mo zu komplettieren.
Doch Admiral Chester W. Nimitz hatte bereits die Task Force 17 (TF17) mit der Yorktown sowie die Task Force 11 (TF11) mit der Lexington in das Korallenmeer beordert. Am 1. Mai vereinten sich die beiden Flotten unter Vizeadmiral Frank Jack Fletcher 500 km nordwestlich von Neukaledonien, um die japanische Invasionsflotte zu suchen.
Gegen 17:00 Uhr am 3. Mai erfuhr Fletcher von der Tulagi-Operation. Da er Funkstille einzuhalten hatte, konnte er die TF11 nicht erreichen und drehte mit der TF17 auf Kurs Guadalcanal. Am nächsten Morgen lag die USS Yorktown in Position, um einen ersten Luftangriff auf die Japaner in Tulagi zu starten. Insgesamt flogen die Piloten der USS Yorktown an diesem Tag drei Einsätze, bei denen sie einen Zerstörer, zwei Minensuchboote und kleinere Einheiten versenken und weitere Schiffe beschädigen konnten. Die Amerikaner verloren drei Kampfflugzeuge, die abstürzten, da ihre Tanks leer waren.
Nach einem Tankstopp der TF11 erreichten die beiden Einsatzgruppen am 4. Mai ihr Suchgebiet im Korallenmeer.
Am 2. und 3. Mai verließen die japanischen Schiffe, die die Landungseinheiten für Port Moresby an Bord hatten, zusammen mit ihrer Geleitflotte den Hafen von Rabaul. Ein vorgesehener Tankstopp wurde etwa 670 km nördlich von Tulagi durchgeführt. Währenddessen erreichte die Meldung des amerikanischen Luftangriffs auf Tulagi die Flotte, so dass die Anwesenheit von einem oder mehreren US-Trägern den Japanern bekannt war. Das Oberkommando gab kurz darauf den Befehl zur Suche und Zerstörung der amerikanischen Trägerflotte aus. Die japanische Geleitflotte für die Operation MO setzte daraufhin unverzüglich Kurs Richtung Süden. Nach einer längeren Suche entbrannte am 7. und 8. Mai die Schlacht im Korallenmeer, bei der die Amerikaner die USS Lexington und die Japaner die Shōhō verloren. Die USS Yorktown trug schwere Schäden davon, ebenso die Shōkaku und fast alle Kampfflugzeuge der Zuikaku waren vernichtet.
Damit war eine adäquate Deckung der Landungskräfte für Port Moresby nicht mehr gewährleistet und die Operation MO wurde vom Oberkommando zunächst um 2 Tage verschoben. Die japanische Flotte setzte Nordkurs, doch am 8. Mai erging am Morgen ein Funkspruch, der sie zur völligen Zerstörung der alliierten Flotte aufrief. Nachdem aber die amerikanischen Schiffe bis zum Nachmittag nicht aufgefunden werden konnten, wurde die Operation MO vollständig ausgesetzt und die Flotte aufgefordert, nach Rabaul zurückzukehren.